# Nils Eichenberger
Nils Eichenberger (* 5. Januar 1992 in Göttingen) ist ein deutscher Handballspieler. Er spielte zuletzt für den TuS Vinnhorst und wurde meist auf Rechtsaußen eingesetzt.
Nils Eichenberger begann 1997 bei der HSG Rhumetal mit dem Handballspiel. Vor der Saison 2008/09 wechselte er in die B-Jugend nach Hildesheim, wo er das Handballförderzentrum Elze besuchte. Im Mai 2008 absolvierte er sein erstes B-Jugendländerspiel gegen Frankreich, im Januar 2010 gab er gegen Dänemark sein Debüt in der A-Jugendnationalmannschaft.
Bereits ab der Saison 2009/10 gehörte er dem Kader der ersten Mannschaft von Eintracht Hildesheim an, mit der er 2011 in die Bundesliga aufstieg. In den Saisons 2011/12 und 2012/13 besaß er das Zweitspielrecht für den Drittligisten HF Springe. Im Januar 2014 schloss er sich HF Springe an. Mit Springe stieg er 2015 in die 2. Bundesliga auf.
Nach der Saison 2017/18 wechselte Eichenberger zum TuS Vinnhorst, mit dem er 2019 in die 3. Liga aufstieg. 2022 verließ er den Verein um eine Handballpause einzulegen.